# Fonction d'Airy
Pour les articles homonymes, voir Airy.
La fonction d'Airy Ai est une des fonctions spéciales en mathématiques, c'est-à-dire une des fonctions remarquables apparaissant fréquemment dans les calculs. Elle porte le nom de l'astronome britannique George Biddell Airy, qui l'introduisit pour ses calculs d'optique, notamment lors de l'étude de l'arc-en-ciel. La fonction d'Airy Ai et la fonction Bi, qu'on appelle fonction d'Airy de seconde espèce, sont des solutions de l'équation différentielle linéaire d'ordre deux
{\displaystyle y''-xy=0\qquad \,}
connue sous le nom d'équation d'Airy. 

## Définition

La fonction Ai est en rouge et Bi en vert.

### Fonction Ai

Comparaison de la fonction Ai et de ses équivalents asymptotiques

La fonction d'Airy est définie en tout x réel par la formule
{\displaystyle \mathrm {Ai} (x)={\frac {1}{\pi }}\int _{0}^{\infty }\cos \left({\frac {t^{3}}{3}}+xt\right)\,\mathrm {d} t.}
qui forme une intégrale semi-convergente (cela peut être prouvé par une intégration par parties). Un théorème de dérivation des intégrales à paramètres permet de montrer que Ai est solution de l'équation d'Airy
{\displaystyle y''-xy=0\,}
avec pour conditions initiales
{\displaystyle \mathrm {Ai} (0)={\frac {1}{3^{2/3}\Gamma \left({\frac {2}{3}}\right)}},\qquad \mathrm {Ai} '(0)=-{\frac {1}{3^{1/3}\Gamma \left({\frac {1}{3}}\right)}}.}
où Γ désigne la fonction Gamma d'Euler.
La fonction possède notamment un point d'inflexion en x = 0. Dans le domaine x > 0, Ai(x) est positive, concave, et décroît exponentiellement vers 0. Dans le domaine x < 0, Ai(x) oscille autour de la valeur 0 avec une fréquence de plus en plus forte et une amplitude de plus en plus faible à mesure que –x grandit. C'est ce que confirment les équivalents aux bornes :
{\displaystyle \mathrm {Ai} (x)\sim _{x\longrightarrow +\infty }{\frac {\mathrm {e} ^{-{\frac {2}{3}}x^{3/2}}}{2{\sqrt {\pi }}\,x^{1/4}}}\qquad \mathrm {Ai} (-x)\sim _{x\longrightarrow +\infty }{\frac {\sin({\frac {2}{3}}x^{3/2}+{\frac {1}{4}}\pi )}{{\sqrt {\pi }}\,x^{1/4}}}.}

### Fonction d'Airy de seconde espèceBi

Comparaison de la fonction Bi et de ses équivalents asymptotiques

Les solutions de l'équation d'Airy (autres que la solution nulle) ont également un comportement oscillant dans le domaine x<0. La fonction d'Airy de seconde espèce, Bi, est la solution de l'équation d'Airy dont les oscillations ont même amplitude que celles de Ai au voisinage de -∞ et qui présente un déphasage de π/2. Son expression est donnée par :
{\displaystyle \mathrm {Bi} (x)={\frac {1}{\pi }}\int _{0}^{\infty }\left[\exp \left(-{\frac {t^{3}}{3}}+xt\right)+\sin \left({\frac {t^{3}}{3}}+xt\right)\right]\mathrm {d} t.}
Elle admet pour équivalents aux bornes
{\displaystyle \mathrm {Bi} (x)\quad {\stackrel {x\rightarrow +\infty }{\sim }}\quad {\frac {\mathrm {e} ^{{\frac {2}{3}}x^{3/2}}}{{\sqrt {\pi }}\,x^{1/4}}}\qquad \mathrm {Bi} (-x)\quad {\stackrel {x\rightarrow +\infty }{\sim }}\quad {\frac {\cos \left({\frac {2}{3}}x^{3/2}+{\frac {1}{4}}\pi \right)}{{\sqrt {\pi }}\,x^{1/4}}}.}
Les fonctions Ai et Bi constituent un système fondamental de solutions de l'équation d'Airy, la seconde correspondant aux conditions initiales
{\displaystyle \mathrm {Bi} (0)={\frac {1}{3^{1/6}\Gamma \left({\frac {2}{3}}\right)}},\qquad \mathrm {Bi} '(0)={\frac {3^{1/6}}{\Gamma \left({\frac {1}{3}}\right)}}.}

## Relation à d'autres fonctions spéciales
Pour un argument positif, les fonctions d'Airy sont reliées aux fonctions de Bessel modifiées : 
{\displaystyle {\begin{aligned}\mathrm {Ai} (x)&{}={\frac {1}{\pi }}{\sqrt {\frac {x}{3}}}\,K_{\frac {1}{3}}\left({\tfrac {2}{3}}x^{\frac {3}{2}}\right),\\\mathrm {Bi} (x)&{}={\sqrt {\frac {x}{3}}}\left(I_{\frac {1}{3}}\left({\tfrac {2}{3}}x^{\frac {3}{2}}\right)+I_{-{\frac {1}{3}}}\left({\tfrac {2}{3}}x^{\frac {3}{2}}\right)\right).\end{aligned}}}
Avec, I±1/3 et K1/3 les solutions de l'équation 
{\displaystyle x^{2}y''+xy'-\left(x^{2}+{\tfrac {1}{9}}\right)y=0.}
La première dérivée de la fonction d'Airy est:
{\displaystyle \mathrm {Ai'} (x)=-{\frac {x}{\pi {\sqrt {3}}}}\,K_{\frac {2}{3}}\left({\tfrac {2}{3}}x^{\frac {3}{2}}\right).}
Pour un argument négatif, les fonctions d'Airy sont reliées aux fonctions de Bessel : 
{\displaystyle {\begin{aligned}\mathrm {Ai} (-x)&{}={\sqrt {\frac {x}{9}}}\left(J_{\frac {1}{3}}\left({\tfrac {2}{3}}x^{\frac {3}{2}}\right)+J_{-{\frac {1}{3}}}\left({\tfrac {2}{3}}x^{\frac {3}{2}}\right)\right),\\\mathrm {Bi} (-x)&{}={\sqrt {\frac {x}{3}}}\left(J_{-{\frac {1}{3}}}\left({\tfrac {2}{3}}x^{\frac {3}{2}}\right)-J_{\frac {1}{3}}\left({\tfrac {2}{3}}x^{\frac {3}{2}}\right)\right).\end{aligned}}}
Avec, J±1/3 les solutions de
{\displaystyle x^{2}y''+xy'+\left(x^{2}-{\tfrac {1}{9}}\right)y=0.}
Les fonctions de Scorer qui résolvent l'équation y′′ − xy = 1/π peuvent être exprimées grâce aux fonctions d'Airy :
{\displaystyle {\begin{aligned}\mathrm {Gi} (x)&{}=\mathrm {Bi} (x)\int _{x}^{\infty }\mathrm {Ai} (t)\,\mathrm {d} t+\mathrm {Ai} (x)\int _{0}^{x}\mathrm {Bi} (t)\,\mathrm {d} t,\\\mathrm {Hi} (x)&{}=\mathrm {Bi} (x)\int _{-\infty }^{x}\mathrm {Ai} (t)\,\mathrm {d} t-\mathrm {Ai} (x)\int _{-\infty }^{x}\mathrm {Bi} (t)\,\mathrm {d} t.\end{aligned}}}

## Transformée de Fourier
En utilisant la définition de la fonction d'Airy, on peut montrer que :
{\displaystyle {\mathcal {F}}(\mathrm {Ai} )(k):=\int _{-\infty }^{\infty }\mathrm {Ai} (x)\ \mathrm {e} ^{-2\mathrm {i} \pi kx}\,\mathrm {d} x=\mathrm {e} ^{{\frac {\mathrm {i} }{3}}(2\pi k)^{3}}.}

## La fonction d'Airy en physique
La fonction d'Airy apparaît en mécanique quantique dans le cas d'une particule dans un potentiel unidimensionnel de la forme {\displaystyle V(x)=-F\cdot x} avec {\displaystyle F>0}. Ainsi l'équation de Schrödinger indépendante du temps s'écrit :
{\displaystyle \left(-{\frac {\hbar ^{2}}{2m}}\partial _{x}^{2}-F\cdot x\right)\psi (x)=E\psi (x).}
où {\displaystyle \hbar } la constante de Planck réduite, m la masse de la particule, {\displaystyle \psi (x)} la fonction d'onde de la particule considérée et E son énergie. Après le changement de variables suivant et quelques manipulations :
{\displaystyle {\tilde {x}}={\frac {E}{F}}\,,\quad l=\left({\frac {\hbar ^{2}}{2mF}}\right)^{1/3}\,,\quad y={\frac {x+{\tilde {x}}}{l}}.}
L'équation de Schrödinger indépendante du temps devient
{\displaystyle \left(\partial _{y}^{2}+y\right)\psi (y)=0}
qui a pour solution la fonction d'Airy avec un argument négatif Ai(-y). Un exemple physique serait une particule chargée dans un champ électrique uniforme.